# خط طول 76° غرب
خط طول 76° غرب هو أحد خطوط الطول الجغرافية، والتي تمتد من القطب الشمالي الجغرافي إلى القطب الجنوبي الجغرافي، وحسب التحويل الزمني يتأخر خط طول 76° غرب عن خط غرينتش بـ5 ساعة و4 دقيقة.

## من القطب إلى القطب
ينطلق خط طول 76° غرب من القطب الشمالي نحو القطب الجنوبي مرورا بالمناطق التي ترد في الجدول التالي:
| الإحداثيات                         | البلد أو الإقليم أو البحر | ملاحظات |
| ---------------------------------- | ------------------------- | --- |
| 90°0′N 76°0′W / 90.000°N 76.000°W  | المحيط المتجمد الشمالي    | |
| 83°3′N 76°0′W / 83.050°N 76.000°W  | كندا                      | نونافوت — جزيرة إليسمير |
| 77°59′N 76°0′W / 77.983°N 76.000°W | خليج بافن                 | مرورا بشرق جزيرة بيلوت [لغات أخرى]‏, نونافوت, كندا (في 72°54′N 76°3′W / 72.900°N 76.050°W) |
| 72°34′N 76°0′W / 72.567°N 76.000°W | كندا                      | نونافوت — بافن (جزيرة) |
| 69°23′N 76°0′W / 69.383°N 76.000°W | حوض فوكس                  | |
| 69°1′N 76°0′W / 69.017°N 76.000°W  | كندا                      | نونافوت — Baird Peninsula، بافن (جزيرة) |
| 68°47′N 76°0′W / 68.783°N 76.000°W | حوض فوكس                  | |
| 68°18′N 76°0′W / 68.300°N 76.000°W | كندا                      | نونافوت — جزيرة الأمير تشارلز |
| 67°15′N 76°0′W / 67.250°N 76.000°W | حوض فوكس                  | |
| 65°15′N 76°0′W / 65.250°N 76.000°W | كندا                      | نونافوت — Foxe Peninsula، بافن (جزيرة) |
| 64°22′N 76°0′W / 64.367°N 76.000°W | مضيق هدسون                | |
| 62°20′N 76°0′W / 62.333°N 76.000°W | كندا                      | كيبك أونتاريو — من 45°29′N 76°0′W / 45.483°N 76.000°W, مرورا بغرب أوتاوا (في 45°25′N 75°42′W / 45.417°N 75.700°W)                                                                                   |
| 44°21′N 76°0′W / 44.350°N 76.000°W | الولايات المتحدة          | نيويورك (ولاية) بنسيلفانيا — من 42°0′N 76°0′W / 42.000°N 76.000°W ماريلند — من 39°42′N 76°0′W / 39.700°N 76.000°W                                                                                   |
| 38°17′N 76°0′W / 38.283°N 76.000°W | خليج تشيزبيك              | |
| 38°1′N 76°0′W / 38.017°N 76.000°W  | الولايات المتحدة          | ماريلند — سميث آيلاند |
| 37°56′N 76°0′W / 37.933°N 76.000°W | خليج تشيزبيك              | |
| 37°51′N 76°0′W / 37.850°N 76.000°W | الولايات المتحدة          | فرجينيا — تانغير |
| 37°49′N 76°0′W / 37.817°N 76.000°W | خليج تشيزبيك              | |
| 37°21′N 76°0′W / 37.350°N 76.000°W | الولايات المتحدة          | فرجينيا — tip of the شبه جزيرة ديلمارفا |
| 37°10′N 76°0′W / 37.167°N 76.000°W | خليج تشيزبيك              | |
| 36°55′N 76°0′W / 36.917°N 76.000°W | الولايات المتحدة          | فرجينيا كارولاينا الشمالية — من 36°33′N 76°0′W / 36.550°N 76.000°W |
| 36°10′N 76°0′W / 36.167°N 76.000°W | Albemarle Sound           | |
| 35°43′N 76°0′W / 35.717°N 76.000°W | الولايات المتحدة          | كارولاينا الشمالية |
| 35°27′N 76°0′W / 35.450°N 76.000°W | Pamlico Sound             | |
| 35°5′N 76°0′W / 35.083°N 76.000°W  | الولايات المتحدة          | كارولاينا الشمالية — أوكراكوك |
| 35°4′N 76°0′W / 35.067°N 76.000°W  | المحيط الأطلسي            | مرورا بشرق the جزيرة Eleuthera, جزر البهاما (في 25°7′N 76°6′W / 25.117°N 76.100°W) · مرورا بغرب Little San Salvador Island, جزر البهاما في (24°35′N 75°57′W / 24.583°N 75.950°W)                    |
| 23°41′N 76°0′W / 23.683°N 76.000°W | جزر البهاما               | إكسوما [لغات أخرى]‏ |
| 23°36′N 76°0′W / 23.600°N 76.000°W | المحيط الأطلسي            | مرورا بغرب the Jumentos Cays, جزر البهاما في (22°44′N 75°54′W / 22.733°N 75.900°W) |
| 21°6′N 76°0′W / 21.100°N 76.000°W  | كوبا                      | |
| 19°58′N 76°0′W / 19.967°N 76.000°W | البحر الكاريبي            | مرورا بشرق جامايكا في (17°54′N 76°11′W / 17.900°N 76.183°W) |
| 9°22′N 76°0′W / 9.367°N 76.000°W   | كولومبيا                  | |
| 0°18′N 76°0′W / 0.300°N 76.000°W   | الإكوادور                 | |
| 2°4′S 76°0′W / 2.067°S 76.000°W    | بيرو                      | |
| 14°28′S 76°0′W / 14.467°S 76.000°W | المحيط الهادئ             | |
| 60°0′S 76°0′W / 60.000°S 76.000°W  | المحيط الجنوبي            | |
| 69°38′S 76°0′W / 69.633°S 76.000°W | القارة القطبية الجنوبية   | جزيرة تشاركوت [لغات أخرى]‏, المطالب الإقليمية بالقارة القطبية الجنوبية by تشيلي (المقاطعة التشيلية بالقارة القطبية الجنوبية) و by the المملكة المتحدة (المقاطعة البريطانية بالقارة القطبية الجنوبية) |
| 69°44′S 76°0′W / 69.733°S 76.000°W | المحيط الجنوبي            | |
| 72°47′S 76°0′W / 72.783°S 76.000°W | القارة القطبية الجنوبية   | Territory المطالب الإقليمية بالقارة القطبية الجنوبية by تشيلي (المقاطعة التشيلية بالقارة القطبية الجنوبية) و by the المملكة المتحدة (المقاطعة البريطانية بالقارة القطبية الجنوبية)                  |